# Liste osmanischer Titel
Diese Liste wird laufend ergänzt, abweichende Schreibweisen siehe in den Artikeln zum Titel, falls vorhanden.

## Traditionelle osmanische Titel
(Titel sind alphabetisch geordnet)

### Zivil- und Militärwesen
| Titel                   | Übersetzung                                                                                                   | Erläuterung |
| ----------------------- | --- | --- |
| Ağa                     | Befehlshaber, Hauptmann                                                                                       | Offiziere, auch innerhalb der militärisch organisierten Staatsverwaltung (gedikli ağa); siehe auch Absatz „Frauen und Harem“                                                                                       |
| Alaybeği                | Befehlshaber einer Truppe                                                                                     | Kommandant der Lehensreiterei (der zur Heerfolge verpflichteten Lehensträger) |
| Alp                     | Recke, Held                                                                                                   | Früherer Ehrenname für hervorragende Krieger |
| Azab                    | Jungmann, Unverheirateter                                                                                     | Leichtbewaffnete Infanteriemiliz, Hilfstruppe der Janitscharen, Gros des osmanischen Heeres; siehe auch Absatz „Janitscharen“                                                                                      |
| Başçorbacı, Çorbacıbaşı | „Oberster Suppenverteiler“                                                                                    | Chef der Ortsvorsteher (çorbacı, s. d) |
| Başdeli                 | Unteroffizier                                                                                                 | Unterführer der deli (s. d.) |
| Beğ, Bey                | Herr, Befehlshaber                                                                                            | Fürst, vornehme Privatperson oder hoher Militär, Sohn (ohne eigenen Rang) eines Würdenträgers, auch Kurzbezeichnung für sancakbeği (s. d.)                                                                         |
| Beğlerbeği, Beylerbey   | „Herr der Herren“                                                                                             | Ursprünglich Oberbefehlshaber der Streitkräfte, später der ranghöchste Sancakbeği (s. d.), je einer in Anatolien und Rumelien; Titel der den Prinzen als lala (s. d.) beigegebenen Gouverneure; Provinzstatthalter |
| Bostancıbaşı            | Gärtner-Oberst                                                                                                | Befehlshaber einer großherrlichen Leibgarde der Gärten und Paläste (bostancı) |
| Bölükbaşı               | Scharführer                                                                                                   | Befehlshaber einer Söldnermiliz; siehe auch Absatz „Janitscharen“ |
| Cebecibaşı              | Arsenal-Oberst                                                                                                | Kommandeur der Arsenaltruppen |
| Cebeciler kâtibi        | Arsenal-Mustermeister                                                                                         | Kanzleiführer der Arsenaltruppe |
| Çorbacı                 | „Suppenverteiler“                                                                                             | Ortsvorsteher, siehe Başçorbacı; siehe auch Absatz „Janitscharen“ |
| Defterdar               | Buchführer | Reichs-Finanzminister später auch Provinz-Finanzbeamter |
| Deli                    | Die Tollkühnen                                                                                                | Leibkavallerie von Wesiren und Beğs |
| Delibaşı                | Oberst der Deli                                                                                               | siehe deli |
| Efendi                  | Herr, Gebieter                                                                                                | nichtmilitärischer Staatsbeamter (aus dem Griechischen entlehnt); siehe auch Absatz „Geistliche, Gelehrte, Richter“                                                                                                |
| Emir, Amīr              | Fürst, Befehlshaber                                                                                           | Kommandant einer muslimischen Soldatentruppe, dann Gouverneur |
| Ghāzī                   | Glaubensstreiter                                                                                              | Kämpfer für den Glauben, Held, Beiname der frühen osmanischen Herrscher (arab. gazi ‚Krieger‘) |
| Gönüllü                 | Die Beherzten, die Freiwilligen                                                                               | Leichte Kavallerie wie die deli (s. d.) |
| Hasseki, Haseki         | Altgedienter                                                                                                  | Langdienender im Heer, niederer Offizier der bostancı (s. d.); siehe auch Absätze „Hof des Sultans …“ und „Frauen und Harem“                                                                                       |
| Kaptan-ı Derya          | „Kapitän der Meere“                                                                                           | entspricht dem Flottenadmiral (Büyük Amiral), nur 1538 von Sultan Süleyman I. an Chaireddin Barbarossa (Barbaros Hayrettin Paşa) verliehen (Osmanisch: کاپیتان دریا Kaptan-ı Derya)                                |
| Kapudan paşa            | Oberster Kapitän                                                                                              | höchster militärischer Rang der osmanischen Marine, Mitglied des Staatsrats des Sultans, Oberbefehlshaber und Marineminister                                                                                       |
| Kâtib, Kâtip            | Schreiber | Schreiber oder Sekretär; siehe auch Absatz „Hof des Sultans …“ |
| Kethüdâ                 | Stellvertreter                                                                                                | Chefadjutant oder bevollmächtigter Stellvertreter eines Kommandeurs, siehe auch Absatz „Hof des Sultans und hoher Würdenträger“                                                                                    |
| Khedive                 | Vizekönig | Titel der osmanischen Vizekönige von Ägypten (türkisch: Hıdiv) |
| Mehter başı             | Kapellmeister                                                                                                 | leitet die Mehterhâne (s. d.), siehe auch Mir-i alem (Absatz „Hof des Sultans …“) |
| Mehterhâne              | Musik | Militärmusik-Kapelle |
| Mevkufatî               | Kanzleivorsteher                                                                                              | Chef der Konfiskalienkanzlei (Eintreibung von abzuliefernden Naturalien, Lehenseinkünften, verfallenen Gehältern usw.)                                                                                             |
| Muhâfız                 | Hüter | Garnisonskommandeur, Festungskommandant an der Grenze |
| Müdür, Mudir            | Vorsteher | Vorsteher eines Bezirkes, Vize-Gouverneur (Anglo-Ägyptischer Sudan); siehe auch Absatz „Geistliche, Gelehrte, Richter“ (arabisch: مدير mudîr)                                                                      |
| Müsellim, müsellem      | Reiter | Steuerbefreiter Milizkavallerist |
| Odabaşı                 | Stubenchef | Dritthöchster Offizier einer Einheit nach dem Ağa (s. d.) und dem Kethüda (s. d.) |
| Paşa                    | General | Prinz, Wesir, höchster Militärrang, hoher Würdenträger der Reichsverwaltung |
| Paşazade                | „Paschasohn“                                                                                                  | Sohn eines Pascha (s. a. Paşa) |
| Re'âya                  | die Beaufsichtigten                                                                                           | Tributpflichtige Untertanen, meist der (christliche) Bauernstand |
| Sancakbeği              | Bannerherr | Statthalter einer Provinz (sancak) |
| Ser'asker               | Oberbefehlshaber                                                                                              | Oberster Kommandant einer Feldarmee, Feldherr |
| Serçeşme                | Chef der Hundeführer                                                                                          | Kommandeur irregulärer Provinztruppen (pers. seğbân ‚Hundeführer‘); siehe auch Absatz „Janitscharen“ |
| Serdengeçti             | „Hat auf seinen Kopf verzichtet“                                                                              | Höher besoldete Sturmtruppen bei Festungsbelagerungen, Himmelfahrtskommando |
| Serhad kulu, Serratkuli | Diener der Grenze                                                                                             | Provinz- und Grenztruppen (pers. serhad ‚Grenze‘, türk. kul ‚Knecht, Sklave, Diener‘) |
| Sipahi oğlu             | Lehens-Kavallerie                                                                                             | mit einem Lehen (timur oder siamet) belehnte, zur Heerfolge verpflichtete Kavallerie |
| Subaşı                  | ursprünglich: Armee- oder Truppenführer (von sübaşı), späterer Bedeutungswandel zu „Oberster Wasserverteiler“ | Stadtvogt oder Stadtinspektor, Hauptmann der Stadttruppen, Chef einer Lehensreiterschwadron |
| Sürgün                  | Verbannter | Strafweise Umgesiedelter |
| Terakkili               | Zuschlagsinhaber                                                                                              | Bei Lehen oder Sold begünstigter Lehensreiter oder Söldner |
| Topçu ağa               | Artillerieoberst                                                                                              | Oberbefehlshaber der Artillerie (auch topçubaşı) |
| Toviça                  | Schwarmführer                                                                                                 | Rottenführer der Akıncıs |
| Yaya                    | Fußgänger | Im Kriegsfall ausgehobene Hilfstruppe aus der Landbevölkerung |

### Geistliche, Gelehrte, Richter
| Titel                              | Übersetzung           | Erläuterung |
| ---------------------------------- | --------------------- | --- |
| Baba                               | Vater                 | Derwisch-Titel |
| Çelebi                             | Junker                | Angehöriger der niederen Geistlichkeit oder theologisch Gebildeter; siehe auch Absatz „Hof des Sultans …“                                                                      |
| Dersiâm                            | Professor             | Professor (s. Müderris), der zusätzlich die Erlaubnis besaß, die Allgemeinheit in einer Moschee zu unterrichten                                                                |
| Derviş, Derwisch                   | Mönch, Asket          | In mystischer Gottesverehrung lebender Gläubiger (pers. darvish ‚Armer, Bettler‘)                                                                                              |
| Efendi                             | Herr, Gebieter        | Höherer Geistlicher, Gelehrter und nichtmilitärischer Staatsbeamter (aus dem Griechischen entlehnt); siehe auch Absatz „Zivil- und Militärwesen“                               |
| Fakih                              | Rechtskundiger        | Student des islamischen Rechts, niederer Theologenrang (arab. faqīh ‚Rechtskundiger‘)                                                                                          |
| Hahambaşı                          | Oberrabbiner          | Titel des Groß- oder Oberrabbiners der Türkei |
| Hacı, Hadschi                      | Wallfahrer            | Ehrentitel der Mekkapilger (arab. hâcci) |
| Hekimbaşı                          | oberster Arzt         | Gesundheitsminister des Reiches und oberster Leibarzt des Sultans |
| Hoca (Hodscha)                     | Lehrer                | Ehrentitel für Gelehrte: „Lehrer des Sultans“ |
| Imam                               | Vorsteher             | Vorbeter, Leiter des Freitagsgebets einer Moschee (aus dem Arabischen) |
| Istanbul Kadısı, Istanbul Efendisi | Stadtrichter, Präfekt | von 1453 bis 1855 zugleich Präfekt Istanbuls und oberster Richter, bis 1922 nur noch höherer Richter                                                                           |
| Lālā                               | Mentor                | Erzieher und Berater der osmanischen Prinzen (Şehzade, s. d.); siehe auch Absatz „Hof des Sultans …“                                                                           |
| Kazasker                           | Heeresrichter         | Chef der Justizverwaltung, je einer in Anatolien und Rumelien |
| Mevlâna                            | Seine Eminenz         | Name für Rechtsgelehrte und Religionswürdenträger (arab. „Unser Herr“) |
| Molla                              | Rechtsgelehrter       | „Notar“ für Formulierung von Vereinbarungen und Verträgen |
| Müderris                           | Professor             | Inhaber einer Lehrkanzel an einer Medrese |
| Mufti                              | Rechtsgutachter       | Beamteter Rechtsgutachter, erteilt Rechtsauskünfte in Form von Fatwas |
| Müdür, Mudir                       | Direktor              | Vorsteher einer höheren Schule (Medrese); siehe auch Absatz „Zivil- und Militärwesen“ (arabisch: مدير mudîr)                                                                   |
| Mülâzım                            | Anwärter, Kandidat    | Ausgebildeter Rechtsgelehrter ohne Amt; siehe auch Absatz „Nach den Heeresreformen“                                                                                            |
| Münlâ                              | Landrichter           | Über dem Qādī (kadı) (s. d.) stehender Richter in den zehn wichtigsten Städten des Reiches                                                                                     |
| Nâib                               | Hilfsrichter          | Assessor eines Qādī (kadı) (s. d.) |
| Ordu kadısı                        | Lagerrichter          | Qādī auch kadı, (s. d.) am Hofe eines Würdenträgers |
| Qādī                               | Richter               | Richter (Kadı) eines Verwaltungsbezirkes |
| Sadr                               | „Vorderstück“         | Rangbezeichnung für hohe richterliche und religiöse Beamte, denen in Versammlungen die vorderen, also die Ehrenplätze, eingeräumt wurden (arabisch صدر; Plural Sudur, „Brust“) |
| Şehid                              | Märtyrer              | Blutzeuge, im Glaubenskampf Gefallener |
| Şeyh                               | Ehrwürdiger, Alter    | Ordensoberhaupt, Glaubenslehrer |
| Şeyh ül-islâm                      | Rechtsgutachter       | Mufti von Istanbul, oberste theologische Autorität des Osmanischen Reiches, Ernenner des Sultans                                                                               |
| Seyyid                             | Herr                  | Abkömmling des Propheten Mohammed oder seines Enkels Husain ibn Ali (aus dem Arabischen entlehnt)                                                                              |
| Ulema                              | Gesetzeslehrer        | Lehrer für Gottesrecht und Staatsrecht |

### Hof des Sultans oder hoher Würdenträger
| Titel                        | Übersetzung                    | Erläuterung |
| ---------------------------- | ------------------------------ | --- |
| Bab-ı saadet ağası           | Obersthofmeister               | Chef der vier Hofämter (Schlüssel-, Tischtuch-, Sorbet- und Kannenwärter), wohnt im Serail                                                                                                   |
| Başçuhadar                   | Oberster Kämmerer              | Chef der Kämmerer des Sultans (siehe „Çokadar“) |
| Başmabeyinci                 | Oberster Mabeyinci             | siehe „Mabeyinci“ |
| Çakırcıbaşı                  | Oberster Falkner               | Hohes Amt am osmanischen Hof, Bedeutungsabnahme ab dem 17. Jahrhundert |
| Çavuş, Tschausch             | Exekutivorgan                  | Zu Ordnungsdienst oder Sonderaufgaben eingeteilter Diwanbeamter, Offizier zur besonderen Verwendung bei Hof                                                                                  |
| Çavuşbaşı                    | Hofmarschall                   | Pfortenmarschall, Minister der vollziehenden Gewalt, der Exekutive |
| Çavuşlar kethüdâsı           | Hofmarschall                   | Oberst der Exekutivorgane des Sultans oder eines Statthalters |
| Çelebi                       | Junker                         | Prinz; siehe auch Absatz „Geistliche, Gelehrte, Richter“ |
| Çokadar                      | Lakai                          | Kammerdiener, Begleiter zu Fuß eines berittenen Würdenträgers |
| Çubukçubaşı                  | „Herr der Pfeifen, des Tabaks“ | Titel der Person, die für den Tabak des Sultans zuständig war |
| Damad, Damat                 | Schwiegersohn                  | offizieller Titel eines Mannes, der in die Familie des Sultans eingeheiratet hatte |
| Darüssa'âde ağası            | Obersteunuch                   | Obersthofmeister des Sultanshofes |
| Dilsiz                       | Zungenloser                    | Taubstumme Diener im osmanischen Palast |
| Dîvân çavuşu                 | Diwansordner                   | Exekutivorgan (Ordner) am Diwan |
| Dîvân tercümânı              | Diwansdolmetscher              | Beamteter Dolmetscher einer Ratsversammlung (des Sultans oder der Statthalter) |
| Divitdar                     | Schreibzeugbewahrer            | Ranghöchster Minister im ägyptischen Mamlukenreich |
| Han, Khan                    | Herrscher                      | Zusätzlicher Titel des regierenden Sultans |
| Hasodabaşı                   | Manager                        | Hausvorsteher im Palast des Sultans |
| Hassbeği                     | Domänenherr                    | Interimistischer Verwalter einer Sultansdomäne |
| Hasseki, Haseki              | Altgedienter                   | Langdienender im Serail; siehe auch Absätze „Zivil- und Militärwesen“ und „Frauen und Harem“                                                                                                 |
| Hazinedar başı               | Oberstschatzmeister            | weißer Eunuch, trägt bei feierlichen Anlässen Gebetsteppich und Zeremonialturban des Sultans                                                                                                 |
| Hunkâr, hudâvendkâr          | Selbstherrscher                | Ehrenname des Sultans seit Mehmed I. und der Eroberung Konstantinopels (pers. ‚Herrscher‘)                                                                                                   |
| İmrahor, Emir-i Ahur         | oberster Stallmeister          | Titel des Oberststallmeisters im Palast des Sultans, er hatte den Dienstgrad eines Paşas (s.d.)                                                                                              |
| Kahvecibaşı                  | „Oberster Kaffeekoch“          | Titel des Kaffeekochers und Sevierers des Sultans |
| Ka'immakam                   | Stellvertreter                 | Vertreter des Großwesirs in Istanbul während dessen Abwesenheit (arab. qa'im maqam ‚König an Königs Statt‘); siehe auch Absatz „Nach den Heeresreformen“                                     |
| Kapıcıbaşı                   | Oberkämmerer                   | Oberster der Torhüter und Kämmerer (kapıcılar) |
| Kapıkulu ocakları            | Diener der Pforte              | Die Truppen der Pforte, besonders die Janitscharen und die Hofkavallerie (kapı ‚Pforte‘, kul ‚Knecht, Sklave, Diener‘, ocak ‚Heim, Zentrum‘)                                                 |
| Kâtib, Kâtip                 | Schreiber                      | Schreiber oder Sekretär, divan-i hümayun kâtibi (Sekretär am Sultanshofe); siehe auch Absatz „Zivil- und Militärwesen“                                                                       |
| Kayser-i Rum                 | Kaiser von Rom                 | seit Mehmed II. (1432–1481) im osmanischen Reich verwendeter Herrschertitel |
| Kethüdâ                      | Hofpräfekt, „Herr über Diener“ | Chefadjutant oder bevollmächtigter Stellvertreter eines Würdenträgers oder Kommandeurs, Inhaber einer Vertrauensstellung bei einem Würdenträger; siehe auch Absatz „Zivil- und Militärwesen“ |
| Kethüda bey (osmanisch: beg) | Stellvertretender Bey          | Wenn es im Zusammenhang mit diplomatischen Gesprächen zwischen Staaten und hoher Politik erwähnt wird, gemeint ist der Stellvertreter des Großwesirs (Sadaret Kethüdası).                    |
| Kilarçı başı                 | Kellermeister                  | Chef des Speise- und Getränkelagers, richtet das Tischtuch, bereitet Süßspeisen und Getränke (pers. kilar ‚Keller‘)                                                                          |
| Lālā                         | Mentor                         | vertrauliche Anrede des Großwesirs durch den Sultan; siehe auch Absatz „Geistliche, Gelehrte, Richter“                                                                                       |
| Mabeyinci                    | Übermittler bei Hof            | überbringt Beschlüsse des Sultans und übernimmt Bittschriften und Mitteilungen an ihn (aus dem arabischen Ausdruck mabeyin: „was dazwischen ist“), siehe auch „Başmabeyinci“                 |
| Mir-i alem, Emir-i alem      | „Herr der Fahnen“              | Titel der Person, die für die Fahnen und Standarten des Sultans zuständig war, auch der Kommandant aller Militärkapellen (Mehterhâne, s. d.)                                                 |
| Mirza                        | Prinz                          | Titel vornehmer Tataren (pers. emîrzâde ‚Fürstensohn‘) |
| Müteferrika                  | Fouriere                       | Dienstleute in der unmittelbaren Umgebung des Sultans, meist Söhne hoher Würdenträger, in Istanbul Hüter des Hofschatzes, im Felde Bewacher der Fahne und Rossschweife des Sultans           |
| Nişancı                      | Staatskanzler                  | Zeichner der großherrlichen Tughra, Ausfertiger von Diplomen, Siegelbewahrer. Er war nicht nur ein "Kalligraf"; auch der Chef von Verwaltungsbeamten.                                        |
| Padischah                    | Großherr                       | Titel des regierenden Sultans (pers. pâdişâh ‚Großer Herrscher, König‘) |
| Paşalı                       | Paschaknecht                   | Diener eines Paschas |
| Reîs Efendi, Reîs ül-küttâb  | Oberster Sekretär              | Entspricht etwa dem Minister des Äußeren |
| Rikiab ağası                 | Herr des Steigbügels           | Obrist der Steigbügelhalter (siehe auch silihdar) |
| Rikiabdar                    | Steigbügelhalter               | Stellvertreter des rikiab ağası (s. d.) |
| Şahinci                      | Falkenwärter                   | Abteilung der großherrlichen Jägerei |
| Sarıkçıbaşı                  | „Oberster Turbanbewahrer“      | Titel des Offiziers, der für das Aufbewahren, Waschen und Ankleiden mit dem Turban beim Sultan verantwortlich war                                                                            |
| Şehzade                      | „Herrschersohn“                | Titel für alle männlichen Nachkommen des Sultans (vor dem Namen geführt) |
| Şehnameci                    | Verfasser eines Şehname        | Amt des Dichterchronisten zur Lobpreisung des Herrschers. Das Amt wurde unter Süleyman der Prächtige geschaffen                                                                              |
| Selâm ağası                  | Grußmeister                    | Glückwunsch- und Grußüberbringer zwischen Würdenträgern |
| Silâhdar                     | Waffenträger                   | Leibgarde-Kavallerist, Waffenträger, Steigbügelhalter, Schwertträger des Sultans |
| Silâhdarbaşı                 | Leibkavallerieoberst           | Oberst einer Leibkavallerie des Sultans (silihdar, s. d.) |
| Sipahioğlanı                 | Reisigenbursche                | Angehöriger einer Leibkavallerie des Sultans (sipahi) |
| Sultan                       | Herrscher                      | Seit Murad I. (1359–1389) im osmanischen Reich verwendeter Herrschertitel (vor dem Namen), für Prinz oder Prinzessin (nach dem Namen), aus dem Arabischen                                    |
| Sultanzade                   | Prinzentitel                   | Sohn einer Osmanischen Prinzessin (vor dem Namen geführt) |
| Sünnetçi                     | Beschneider                    | spezialisierter Arzt, ähnlich dem jüdischen Mohel, der die osmanischen Prinzen der Beschneidung unterzog                                                                                     |
| Tekür, tekir, tekfür         | „Kaiser“                       | Titel von (meist christlichen) lokalen Fürsten und Burgherren zur Zeit der Eroberung Kleinasiens durch Osman I. (armenisch: t'agavor ‚Fürst‘)                                                |
| Telhîsî                      | Hofreferent                    | Überbringer von Berichten und Eingaben des Großwesirs an den Sultan |
| Ulûfeci                      | Söldner                        | Angehöriger der Gardekavallerie des Sultans |
| Yalı ağası                   | Küstenmeister                  | Verwalter der Hafeneinkünfte des Khans der Krimtataren |
| Wesir                        | Minister                       | Großwesir (sadr-i a'zam): Vorsitzender des Ministerrates, Vertreter des Sultans (arab. vezîr ‚der die Last tragen hilft‘)                                                                    |

### Janitscharen
| Titel             | Übersetzung               | Erläuterung |
| ----------------- | ------------------------- | --- |
| Acemi oğlânı      | Zöglinge                  | Auszubildende Janitscharenanwärter |
| Azab              | Jungmann, Unverheirateter | Leichtbewaffnete Infanteriemiliz, Hilfstruppe der Janitscharen; siehe auch Absatz „Zivil- und Militärwesen“                                  |
| Başçavuş          | Obersttschausch           | Kommandeur der 5. Janitscharenkompanie, Stellvertreter des kul kethüdâsı (s. d.), Verantwortlicher bei Paraden                               |
| Bölükbaşı         | Scharführer               | Befehlshaber einer kleineren Janitscharen-Einheit; siehe auch Absatz „Zivil- und Militärwesen“                                               |
| Çorbacı           | „Suppenverteiler“         | Traditionsname der Janitscharen-Kompaniekommandanten; siehe auch Absatz „Zivil- und Militärwesen“                                            |
| Kapıkulu ocakları | Diener der Pforte         | Die Truppen der Pforte, besonders die Janitscharen und die Hofkavallerie (kapı ‚Pforte‘, kul ‚Knecht, Sklave, Diener‘, ocak ‚Heim, Zentrum‘) |
| Kul kethüdâsı     | Janitscharenpräfekt       | Stellvertreter des Janitscharenağas (yeniçeri ağası, s. d.)                                                                                  |
| Muhzır ağa        | Büttel-Oberst             | Oberst der Janitscharen-Militärpolizei, Kommandant der Schutztruppe des Sultans                                                              |
| Samsuncubaşı      | Chef der Hundewärter      | Kommandeur der 71. Janitscharenkompanie (samsuncu ‚Hundewärter‘), dritter Stellvertreter des Janitscharenağas                                |
| Serçeşme          | Chef der Hundeführer      | Kommandeur der 65. Janitscharenkompanie (pers. seğbân ‚Hundeführer‘); siehe auch Absatz „Zivil- und Militärwesen“                            |
| Turnacıbaşı       | Kranichwärter-Oberst      | Traditionsname der Janitscharenkommandeure und deren Stellvertreter in Grenzfestungen                                                        |
| Yayabaşı          | Kompaniekommandant        | beauftragt mit der Durchführung der Knabenlese (devşirme)                                                                                    |
| Yeniçeri ağası    | Janitscharenağa           | General des Janitscharenkorps oder Kommandeur der Janitscharengarnison einer Provinz                                                         |
| Yeniçeri sakâsı   | Janitscharen-Wasserträger | Mit der Trinkwasserversorgung der Janitscharenkompanie Beauftragter                                                                          |
| Zağarcıbaşı       | Oberrüdenwärter           | Kommandeur der 64. Janitscharenkompanie (zağarcı ‚Rüdenwärter‘)                                                                              |

### Frauen und Harem
| Titel                | Übersetzung         | Erläuterung |
| -------------------- | ------------------- | --- |
| Ağa                  | Befehlshaber        | Palasteunuchen des großherrlichen Harems; siehe auch Absatz „Zivil- und Militärwesen“                                        |
| Gedikli              | Die Auserwählten    | Haremsdamen, aus deren Reihe der Sultan selbst oder die valide sultan (s. d.) die nächste Bettgenossin des Padischah wählten |
| Hasseki, Haseki      | „Langdienende“      | Favoritin, die dem Sultan einen Sohn gebar, siehe auch Absätze „Zivil- und Militärwesen“ und „Hof des Sultans …“             |
| Hatun                | Frau                | Vornehme verheiratete Dame                                                                                                   |
| Hanım Sultan         | Prinzessinnentitel  | Tochter einer Osmanischen Prinzessin                                                                                         |
| Ikbal                | Konkubine           | Nebenfrau, die dem Sultan eine Tochter gebar, auch Odaliske (türk. oda, odalık ‚Raum, Zimmer‘)                               |
| Kadın Efendi         | Hauptfrau           | Titel, der den ersten vier Gattinnen des osmanischen Sultans seit Mehmed IV. verliehen wurde                                 |
| Kapı Ağası           | Weißer Obersteunuch | Titel des obersten weißen Palasteunuchen, Leiter der Palastschule                                                            |
| Kethüdâ kadın, Kalfa | Oberste Frau        | Oberaufseherin und Finanzverwalterin des Sultans-Harems, direkt der valide sultan (s. d.) unterstellt (türk. kadın ‚Frau‘)   |
| Kızlar Ağası         | Oberster Eunuch     | Ranghöchster der schwarzen Eunuchen, wichtigste Person im Harem nach der valide sultan (s. d.)                               |
| Odaliske             | „Mitbewohnerin“     | Bedienstete der Sultansfrauen und unterstanden der Aufsicht der Sultansmutter                                                |
| Sultan, Sultana      | Prinzessin          | Tochter des Sultans, Prinzessin (nach dem Namen, z. B.: Ayla Sultan)                                                         |
| Valide sultan        | Sultansmutter       | Mutter des regierenden Sultans, höchste Autorität im Harem                                                                   |

## Nach den Heeresreformen
(Titel sind dem Rang nach geordnet)
| Rang/Truppe       | Übersetzung               | Anmerkungen |
| ----------------- | ------------------------- | --- |
| Ser'asker         | Oberkommandierender       | ab 1826 statt des Janitscharenağas Armeekommandant und Kriegsminister (bis 1845 auch zuständig für öffentliche Sicherheit, z. B. Polizei, Feuerwehr), ab 1908 neuer Titel des Kriegsministers harbıyye |
| Müşir             | Marschall                 | eingeführt nach dem Tanzimat (1839) |
| Birinci ferik     | General                   | w.o. |
| Ferik             | Divisionsgeneral          | w.o. |
| Liva              | Brigadegeneral            | w.o., im Irak und in Ägypten (bis 1939) gebräuchlich (türk. liwa ‚Brigade‘) |
| Mir alay          | Oberst                    | Regimentskommandeur (türk. alay ‚Regiment‘) |
| Ka'im-makam       | Oberstleutnant            | 1826 von Sultan Mahmud II. eingeführt; siehe auch Absatz „Hof des Sultans …“ |
| Binbaşı           | Major                     | erst Regiments-, ab Ende des 18. Jahrhunderts Bataillonskommandeur, wörtlich „Kommandant über 1000 Mann“                                                                                               |
| Kol ağası         | Adjutant                  | zwischen Major und Hauptmann, Generalstabs-Hauptmann |
| Yüzbaşı           | Hauptmann                 | wörtlich „Kommandant über 100 Mann“ |
| Mülazim-i evvel   | Ober-Leutnant             | |
| Mülazim           | Leutnant                  | siehe auch Absatz „Geistliche, Gelehrte, Richter“ |
| Çavuş (Tschausch) | Feldwebel                 | |
| Onbaşı            | Korporal                  | wörtlich „Kommandant über 10 Mann“ |
| Asker             | Soldat                    | |
| Başı Bozuk 'asker | Freischärler, Irregulärer | Irreguläre Truppe (meist aus Albanern, Kurden, Tscherkessen), 1877 aufgelöst |